# Lijst van uitgestorven hondenrassen
Dit is een lijst van uitgestorven hondenrassen.
| Naam                    | Afbeelding | Opmerkingen |
| ----------------------- | ---------- | --- |
| Aberdeenterriër         |            | |
| Alan                    |            | |
| Alaunt                  |            | |
| Alpine mastiff          |            | Begin 19e eeuw uitgestorven, de Sint-Bernard is een afstammeling van dit ras.                                                                              |
| Alpinespaniël           |            | |
| Black and tan terriër   |            | |
| Blue Paul Terriër       |            | |
| Bouvier de Moerman      |            | |
| Bouvier de Paret        |            | |
| Bouvier de Roulers      |            | |
| Broke-Haired Terriër    |            | |
| Bullenbeisser           |            | Begin 20e eeuw uitgestorven, de boxer is een afstammeling van dit ras.                                                                                     |
| Chien-gris              |            | |
| Clydesdale Terriër      |            | |
| Cumberland Sheepdog     |            | |
| Dogo Cubano             |            | |
| Engelse waterspaniël    |            | |
| Engelse witte Terriër   |            | |
| Friese windhond         |            | |
| Fuegian Dog             |            | |
| Grand Fauve de Bretagne |            | |
| Griffon Boulet          |            | |
| Hare Indian Dog         |            | |
| Hawaiiaanse Poi Dog     |            | |
| Hort                    |            | |
| Italiaanse mastiff      |            | |
| Jachthond (Felids)      |            | |
| Kurï                    |            | |
| Mâtin Belge             |            | |
| Molossus                |            | |
| Moskovsky Vodolaz       |            | |
| Nguni                   |            | |
| Norfolkspaniël          |            | |
| North Country Beagle    |            | |
| Paisley Terriër         |            | |
| Perro Chiribaya         |            | |
| Perro de Pelea Cordobés |            | |
| Perro de Punta Español  |            | |
| Rastreador Brasileiro   |            | |
| Rough Waterdog          |            | |
| Russische retriever     |            | |
| Sakhalin Husky          |            | |
| Salish Wool Dog         |            | |
| Southern Hound          |            | |
| Spioen                  |            | |
| Sint-johnshond          |            | De labrador-retriever stamt van deze hond af. Als de labrador een witte tekening op de borst en/of tenen heeft, dan toont de afkomst zich bij die hond af. |
| Spaanse zijdehond       |            | |
| Tahltan Bear Dog        |            | |
| Talbot                  |            | |
| Tesem                   |            | |
| Toy Bulldog             |            | |
| Toy Trawler Spaniel     |            | |
| Turnspit Dog            |            | |
| Tweedwaterspaniël       |            | |